# اردجان
اَردِجان یکی از روستا های استان گیلان  در شمال ایران است. این روستا در ناحیه دهستان دیناچال ، بخش پره‌سر، شهرستان رضوانشهر  ، استان گیلان است. اين روستا در سرشماری سال ۲۰۰۶، جمعیت آن ۵٬۵۲۲ نفر با ۱۴۴۱ خانواده بود. بسیار سرسبز و زیبا است ، وجود  جنگل هاي سوزني برگ و چند رودخانه در آن به طبيعت بكر آن مي افزايد .
کارخانه تولید کاغذ به نام شرکت صنایع چوب و کاغذ ایران چوکا نیز در این روستا قرار دارد. این کارخانه که زمانی حدود ۷۰ درصد کاغذ کارتن کشور را تولید می‌کرد اکنون دارای وضع نابسامانی است.
زبان محلی این روستا تالشی است.